# Un fiancé pour Noël (téléfilm, 2004)
Un fiancé pour Noël (A Boyfriend for Christmas) est un téléfilm de Noël américain réalisé par Kevin Connor et diffusé le 27 novembre 2004 sur Hallmark Channel.

## Synopsis
À l'âge de 13 ans, Holly demande au père noël de lui apporter un fiancé. Vingt ans plus tard, Holly, désormais assistante sociale, voit son rêve se réaliser lorsque Ryan Hughes, jeune avocat, apparaît inopinément au seuil de son appartement avec un arbre de Noël.

## Fiche technique
- Titre original : A Boyfriend for Christmas
- Titre québécois : Un copain pour Noël
- Réalisateur : Kevin Connor
- Scénario : Roger Schroeder
- Photographie : Amit Bhattacharya
- Musique : Charles Sydnor
- Durée : 90 minutes
- Pays : États-Unis

## Distribution
- Kelli Williams : Holly Grant
- Patrick Muldoon : Ryan Hughes
- Charles Durning : Père Noël
- Shane Baumel (en) : Neal Grant
- Jean-Pierre Bergeron : Michael Rhodes
- Bruce Thomas : Ted Powell
- Shannon Wilcox : Joanna Grant
- Rodger Bumpass : Russell Parker
- Martin Mull : Martin Grant
- Bridget Ann White : Carol Grant
- David Starzyk (en) : Ian
- Jordan Orr (de) : Noah Grant
- Erica Gimpel : Beth
- Maeve Quinlan : Diane
- John Dybdahl : Stu